# Малый огненный муравей
Малый огненный муравей (лат. Wasmannia auropunctata) — вид мелких муравьёв (размером 1—2 мм) рода Wasmannia, широко известный как опасный инвазивный вид, расселившийся по всему миру.

## Название
Название малого огненного муравья связано с его ядовитым жалом. Известен также под такими названиями, как Electric ant, Little fire ant, Rote Feuerameise (нем.), Fourmi rouge, Petit fourmi de feu (фр.), Tsangonawenda (в Габоне). В Латинской Америке его называют albayalde, hormiguilla, yerba de guinea, hormiga roja, hormiga eléctrica, hormiguita de fuego, formiga pixixica.

## Описание
Мелкий муравей длиной около 1—2 мм, от желтоватой до золотисто-коричневой окраски (брюшко темнее). Рабочие мономорфные. Стебелёк двухчлениковый, состоит из петиоля и постпетиоля. Усики 11-члениковые, булава из 2 члеников.

## Распространение
Малый огненный муравей происходит из Центральной и Южной Америки. Однако, в последние десятилетия распространился практически по всему свету, став опасным инвазивным видом. Он обнаружен в следующих регионах: Африка (в том числе, Габон и Камерун), Северная Америка, Израиль, на Тихоокеанских островах (Галапагосские острова, Гавайи, Новая Каледония, Соломоновы острова), северо-восточная Австралия (Квинсленд, Cairns). В 2021 году найден на Тайване, а в 2022 году — на территории материкового Китая.
В Европе известны находки в Великобритании, Германии, Голландии и Испании. В 2022 году впервые обнаружен на острове Кипр: районы Пафос и Лимасол.

## Классификация
Вид был впервые описан в 1863 году под названием Tetramorium auropunctatum. Относится к трибе Attini (ранее в Blepharidattini).

### Подвиды
- W. a. auropunctata (Roger, 1863)
- W. a. australis Emery, 1894
- W. a. laevifrons Emery, 1894
- W. a. nigricans Emery, 1906
- W. a. obscura Forel, 1912
- W. a. pulla Santschi, 1931
- W. a. rugosa Forel, 1886

### Синонимы
- Hercynia panamana (Enzmann, 1947)
- Ochetomyrmex auropunctata (Forel, 1886)
- Ochetomyrmex auropunctatum (Forel, 1886)
- Ochetomyrmex auropunctatus (Forel, 1886)
- Tetramorium auropunctatum Roger, 1863
- Wasmannia glabra (Santschi, 1931)
- Xiphomyrmex atomum (Santschi, 1914)

## Значение
Вредное воздействие малого огненного муравья на экосистемы, в которые он был интродуцирован, описывается следующим образом:

Wasmannia auropunctata … сокращает видовое разнообразие и обилие крылатых и древесных насекомых, а также уменьшает численность популяций паукообразных. Он также известен своими болезненными ужалениями. На Галапагосских островах этот муравей ест только что вылупившихся из яиц черепашат и нападает на глаза и клоаку взрослых черепах. Этот вид муравьёв, как полагают эксперты, является, возможно, самым опасным видом среди всех муравьёв в Тихоокеанском регионе.

С появлением в местных экосистемах малого огненного муравья связывают развитие такой болезни, как Флоридская кератопатия (en:Florida keratopathy, «Florida spots», «Florida keratitis/keratopathy»; Roze et al, 2004; Moore, 2005). Она выражается в появлении микропятен на роговице глаза домашних животных, прежде всего у собак и кошек, и ведёт к слепоте. Это объясняется ужалениями малого огненного муравья. Известна на юго-востоке США, а под названием тропической кератопатии («tropical keratopathy») — в других местах инвазивного распространения малого огненного муравья.
Пятна на роговице могут иметь размер от 1 до 8 мм.

## Клонирование
У малого огненного муравья был обнаружен уникальный вариант естественного клонирования. Самцы и самки этого муравья развились в отдельные, но симбиотические виды. У него рабочие особи развиваются из оплодотворённых яиц, матки — из неоплодотворённых диплоидных яиц. В некоторых яйцах, оплодотворённых самцами, все хромосомы матери разрушаются, и из таких гаплоидных яиц развиваются самцы.

## Феромоны
В составе феромонов тревоги мандибулярных желёз у малого огненного муравья обнаружены алкилпиразины, в том числе 2,5-диметил-3-(2-метилбутил)пиразин.